# Tour della nazionale maschile di rugby a 15 del Galles 2008
Tra le edizioni della Coppa del Mondo di rugby del 2007 e 2011, la nazionale gallese di rugby a 15 ha disputato molti tour, a cominciare dal 2008.
In quell'anno i gallesi si sono recati in Sudafrica, cogliendo due sconfitte dopo il Sei Nazioni 2008, in cui i gallesi hanno conquistato anche il "Grande Slam"

## Risultati
| Arbitro: | David Pearson |

|                                                                                            |           |                                                                       |
| mete: Jantjes 31'de Villiers 47' Spies 56'Montgomery 71' trasf.: James (4) c.p.: James (5) | Marcatori | mete:Roberts 37'S. Williams 67' trasf.: S. Jones, Hook c.p.: S. Jones |

| Arbitro: | Lyndon Bray |

|                                                                                               |           |                                                                       |
| mete: de Villiers (2) 11' 67' Januarie 18' du Plessis 80' c trasf.: James (4) c.p.: James (3) | Marcatori | mete: Cooper 22' S Williams 28' trasf.: S Jones (1) c.p.: S Jones (3) |